# Hillsboro (Oregon)
Hillsboro (kiejtése: [ˈhɪlzbəroʊ]) az Amerikai Egyesült Államok északnyugati részén, Oregon állam Washington megyéjében helyezkedik el, egyben a megye székhelye is. A 2010. évi népszámláláskor 91 611 lakosa volt. A város területe 62,8 km², melyből 0,03 km² vízi.
A város a Tualatin-völgyben, a portlandi agglomeráció nyugati felén helyezkedik el; ez a terület a Szilícium-erdő, ahol számos techcég (például Intel) székhelye is található.
Az európai–amerikai telepesek érkezése előtt a kalapuya indiánok atfalati törzse élt a területen. Az óceán hatása miatt mérsékelt éghajlat lehetővé tette a halászatot, vadászatot, gyűjtögetést és mezőgazdaságot. A későbbi telepesek David Hill helyi politikus tiszteletére 1842-ben megalapították Hillsborough-t. Kezdetben a közlekedést a Tualatin-folyó kompjai biztosították, melyek nagy szerepet játszottak a gazdaságban is. Az első vasúti kapcsolat 1870-ben valósult meg, négyszáz évvel később pedig elkészült az első, Portlandig közlekedő villamosított vonal. A vonatok és autópályák voltak a növekedés első számú mozgatórugói: 1910-re 2000, 1950-re pedig 5000 lakosa volt a városnak, 1980-ban pedig megjelentek az első techcégek is.
Hillsboro a városkezelési feladatok ellátására egy menedzsert alkalmaz. A választók a polgármestert és a hat egyéni képviselőjelöltet négy-négy évre választják meg; mindegyikük maximum két ciklusban lehet hivatalban. A megválasztott önkormányzat nevezi ki a gazdasági ügyekért felelős városmenedzsert; a rendeleteket továbbra is ők hozzák meg. A gazdaságban a technológia mellett jelentős az egészségügy, a kiskereskedelem és a mezőgazdaság (ideértve a szőlészeteket és borászatokat is).
A település 23 parkot, a többcélű Hillsborói Stadiont és tíz történelmi helyet üzemeltet. Buszjáratok, gyorsvillamos és egy repülőtér is kiszolgálják a várost. Itt található a Csendes-óceáni Egyetem Egészségtudományi Kara. Sok híres ember származik innen, közülük ketten az állam kormányzói voltak.

## Történet
A terület első lakói a telepesek előtt 10 000 évvel ideérkező kalapuya indiánok atfalati, más néven tualatin törzse voltak. A legelőket évenkénti égetéssel tartották karban, valamint ültetvényeket létesítettek a víz mentén. Az időjárás függvényében vándorló életmódot folytattak: halásztak és vadásztak, valamint mogyorót, magokat, gyökereket és bogyókat gyűjtögettek. Fontos növényeik voltak a camas és a wapato, melyet a Willamette-folyón lévő Willamette-zuhatag mellett a chinook indiánokkal lazacra cseréltek. Telente a mai Hillsboro és Beaverton területén létesített faluban éltek. A 18. században ideérkező európai telepesek által behurcolt fekete himlő, szifilisz és malária megtizedelte létszámukat: az 1780-as 1000-2000 fős populáció 1851-re 65-re zuhant. 1855-ben a kormány a túlélőket a nyugatra lévő Grand Rode rezervátumba költöztette.
Az európai–amerikai közösséget az 1841-ben a Tualatin-völgybe érkező David Hill, Isaiah Kelsey, és Richard Williams alapították; őket 1842-ben további hat telepes követte. A hely két neven is ismert volt: East Tualatin Plains és Columbia; 1850-ben David Hill tiszteletére Hillsborough-nak nevezték el, amikor eladta birtokát a megyének. | 1850. február 5-én a területi törvényhozás megye székhelyének választotta. Hill 200 dollárt kapott volna, de még a kifizetés előtt meghalt, ezért özvegye, Lucinda kapta meg a pénzt. A település nevét később Hillsboróra egyszerűsítették. Az első iskola egy faépületben nyílt meg 1854 októberében. Kompok 1867-től, a Yamhill gőzhajó Tualatin-folyón való üzembe helyezésétől üzemeltek.
Az Oregon–Kalifornia-vasútvonal 1871-ben érte el a várost, de az építtetők nem kapták meg Hillsborótól a szükséges földterületet, ezért a vonal a déli oldalon kikerüli. A település 1876. október 19-én kapott városi rangot. Az első polgármester A. Luelling volt, aki 1876. december 8-tól egy éven át töltötte be a posztot.} Későbbi, nevezetes polgármesterek még Thomas H. Tongue képviselő (1882, 1886) és William D. Hare szenátor (1885). 1923-ban átírták az alapszabályt, és a gazdasági feladatokkal egy menedzsert bíztak meg, akit a polgármester és hat képviselő egészít ki.
1908. szeptember 30-án 5000 ember gyűlt össze, amikor az Oregon Electric Railway megnyitotta első, Portlandig vezető vonalát; ez volt a város első vasúti kapcsolata. 1914-ben a Southern Pacific Railroad is indított egy járatot (Red Electric) a két település között, de más útvonalon. Ezt 1929. július 28-án állították le, míg az Oregon Electric Railway járata 1932 júliusáig működött.
A megyei önkormányzat székhelye 1852-től egy téglaépületben volt; 1873-ra pedig megépült az új törvényszék. 1891-ben az épület egy óratoronnyal bővült, 1912-ben pedig egy új épületszárnyat toldottak hozzá. 1928-ra készült el az új, ma is használt épület, ezt utoljára 1972-ben bővítették, amikor a bíróságot ideköltöztették.
Az első tűzoltó-szervezetet 1880-ban szervezte meg a város kuratóriuma (a mai önkormányzat). Ivóvíz és elektromosság 1892–93 óta van a városban; ennek eredményeképp három tűzcsapot és minimális közvilágítást is létesítettek. A csatornahálózat 1911-ben épült ki, de a szennyvízkezelés 1936-ig nem volt megoldott. 1913-ra kiépült a város saját vízhálózata. Az első könyvtár, a Carneige Városi Könyvtár 1914 decemberében nyílt meg. 1921–52 között a település déli felén állt a világ második legmagasabb adótornya, de lebontották.

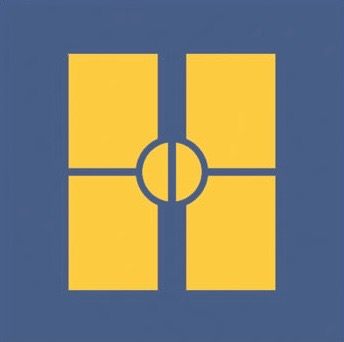
A 2012 előtti pecsét

1972-ben betiltották a házaló kereskedelmet, de ezt a döntést az Oregoni Legfelsőbb Bíróság 1988-ban hatályon kívül helyezte. Szerintük a többi, hasonló rendelethez képest nem definiálták eléggé a hatáskörét.
1979-ben az Intel megnyitotta első hillsborói üzemét. 1982-ben a repülőtér mellett nyíltak meg a Hawthorn Farm, majd a Jones Farm kampuszok, végül 1984-ben a Ronler Acres. A TriMet 1998-ban hosszabbította meg a városig a Metropolitan Area Express gyorsvillamost. 2004-ben új kulturális központ nyílt, 2005-re pedig elkészült az új városháza. A SolarWorld napkollektor-gyára 2008-ban indult el; ez a legnagyobb ilyen a nyugati féltekén. Barack Obama 2011 februárjában járt a városban és a Ronler Acres kampuszon.

### Történelmi helyek
Több helyi nevezetesség is szerepel az Egyesült Államok Történelmi Helyeinek Jegyzékében. Ilyen például az 1876-ban, a város északi szélén megépült régi skót templom. Orenco kerületben található az Imbrie Farm, ami magában foglal egy 1866-ban épült házat és a Frank Imbrie Barnt. A McMenamins család mindkettőt sörözővé alakította át. Az 1935-ben épült Harold Wass Ray House az Intel Hawthorn Farm kampusza mellett található. A belvárosban található az 1908-ban épült Charles Shorey House, az 1915-ben épült Edward Schulmerich House, az 1923-ban épült Zula Linklater House és az 1980-ban épült Rice–Gates House. A Richard and Helen Rice House a Sunset autópálya közelében található, és ásványkiállítást rendeztek be benne. A régi börtön a vásártéren volt, de 2004-ben a városon kívül, a Washington megyei Múzeumba helyezték; 2008-ban pedig törölték a védett helyek közül. 2007-ben a Manning–Kamna Farm és 10 épülete (a legkorábbi 1883-ban épült) felkerült a nyilvántartásba. Az Orenco kerületi Malcolm McDonald House 2015-ben került be a védett helyek közé.

## Földrajz és éghajlat

### Földrajz

Hillsboro közigazgatási térképe a 2008 februári állapotok alapján

A város koordinátái: é. sz. 45° 31′, ny. h. 122° 59′45.516667°N 122.983333°WHillsboro, Oregon. A Népszámlálási Hivatal adatai alapján a város területe 55,9 km², melynek 100%-a szárazföld, viszont az önkormányzat 2013-as adatai szerint a teljes terület 61,8 km², melyből 0,03 km² vízi. A város a Tualatin-völgyben fekszik; a Tualatin-folyó Hillsboro déli határán folyik. A város a korábbi és jelenlegi mezőgazdasági tevékenységeknek köszönhetően nagyrészt sík. A település Portlandtől 27 km-re nyugatra található, keletről Beaverton határolja. A tengerszint feletti magasság 59 méter. A környéken találhatóak a Dairy-, McKay-, Rock-, Dawson- és Turner patakok. A szomszédos közösségek Aloha, Cornelius, North Plains, Reedville, Scholls és West Union.
A város névadási szokásai eltérnek a környéken megszokottól. A megye településeinek többsége az utcákat számmal és égtájjal jelöli: a számozási rendszer a Willamette-folyótól, Portland belvárosából indul (korábban teljes egészében Washington megyéhez tartozott). Például Beavertonban SW (délnyugati) jelzéssel látják el a közterületeket, mivel a terület délnyugati felén fekszik. Néhány országút neve Hillsboróban is a megyei rendszerhez illeszkedik; valamint az önkormányzat az összes, városi utcát át szeretné nevezni.
A belső, hillsborói rács közepe a Main Street (kelet-nyugat) és a First Avenue (észak-dél) belvárosi kereszteződése. A nevek előtagjai ehhez illeszkednek: NW (északnyugat), NE (északkelet), SW (délnyugat), SE (délkelet); ez alól kivéve a Main Street (mely E (kelet) és W (nyugat)) illetve a First Avenue (mely N (észak) és S (dél) előtagokat kapott). Az utcák déli, illetve a sugárutak keleti felén páros, míg a másik oldalon páratlan házszámokat használnak. A városban kilométerenként 12,5 háztömb található.
Az észak–déli irányú utakat sugárútnak, a kelet–nyugatiakat utcának nevezik. Minden zsákutca neve tér vagy udvar végződést kap. A kanyarodó pályák közterület-típusa út. A városon kívüli utak eltérhetnek ettől a rendszertől.
Hillsboro nyolc fejlesztési övezetre van osztva, melyek mindegyike több kerületet is magába foglal. A keleti övezetben találhatóak Tanasbourne kerület és az Oregoni Egészségügyi Tudományegyetem nyugati kampusza. Az északkeletiben vannak Orenco, Orenco Station, West Union kerületek, a Jackson School és a repülőtér. A délnyugati területen fekszenek Sunrise és Glencoe kerületek, a nyugatiban pedig Dennis, Garibaldi és Connell. A középsőben helyezkedik el a belváros és Jackson Bottom, Henry és Eastwood kerületek. A belvárosban az utcasarkok közti távolság 120 méter. A déli övezetben találhatóak Minter Bridge, Rood Bridge és River Road kerületek, a délkeletibe pedig Reedville és Witch Hazel tartoznak. A város közepén, a Brookwood övezetben fekszenek Cedar, Bentley és Brogden kerületek.
Több látványosság is található a városban: ilyenek a Washington megyei Törvényszék; az 1870-ben kialakított, a telepesek és politikusok végső nyughelyéül szolgáló, a település nyugati szélén fekvő Hillsborói telepesek temetője; a repülőtér mellett található, a megyei vásárnak otthont adó Washington megyei Vásárközpont; valamint a Shute Parkban felállított, 7,6 m magas Chief Kno-Tah szobor, melyet 1987-ben adományozott a településnek a magyar származású Peter Wolf Toth, a készülőben lévő „A Suttogó Óriások Ösvénye” alkotássorozatának egyik darabjaként (az egyik ilyen Délegyházán található).

### Éghajlat
A város nyarai alapvetően melegek, de az éves átlagokra az óceán hatással van. A Willamette-völgyben a legtöbb csapadék a téli hónapokban hull; a legcsapadékosabb a november–március közti időszak. Havazás alkalomszerűen lehetséges. Hillsboróban átlagosan 161 csapadékos nap van egy évben. 1930 és 1998 között az évi átlagos csapadékmennyiség 970 mm volt. A legmelegebb hónap augusztus (27 °C átlaghőmérséklet), a leghidegebb pedig január (8 °C átlaghőmérséklet). A melegrekord 1956. július 19-én (42 °C), a hidegrekord pedig 1950. január 31-én (-23 °C) dőlt meg.
A Köppen-skála alapján a város éghajlata meleg nyári mediterrán (Csb-vel jelölve).
| Hónap                                   | Jan.  | Feb.  | Már. | Ápr. | Máj. | Jún. | Júl. | Aug. | Szep. | Okt. | Nov.  | Dec.  | Év    |
| --------------------------------------- | ----- | ----- | ---- | ---- | ---- | ---- | ---- | ---- | ----- | ---- | ----- | ----- | ----- |
| Rekord max. hőmérséklet (°C)            | 21,0  | 21,0  | 28,0 | 32,0 | 38,0 | 39,0 | 42,0 | 41,0 | 39,0  | 33,0 | 26,0  | 18,0  | 42,0  |
| Átlagos max. hőmérséklet (°C)           | 7,0   | 10,3  | 13,1 | 16,7 | 20,4 | 23,0 | 27,0 | 27,2 | 24,4  | 17,9 | 11,3  | 8,0   | 17,2  |
| Átlaghőmérséklet (°C)                   | 3,7   | 6,7   | 7,9  | 10,5 | 13,6 | 16,2 | 19,1 | 19,0 | 16,5  | 11,6 | 7,1   | 4,6   | 11,4  |
| Átlagos min. hőmérséklet (°C)           | 0,4   | 1,4   | 2,7  | 4,3  | 6,7  | 9,4  | 11,1 | 10,7 | 8,6   | 5,3  | 2,8   | 1,2   | 5,4   |
| Rekord min. hőmérséklet (°C)            | −26,0 | −23,0 | −8,0 | −7,0 | −3,0 | −1,0 | 2,0  | −1,0 | −2,0  | −6,0 | −13,0 | −19,0 | −26,0 |
| Átl. csapadékmennyiség (mm)             | 152   | 112   | 100  | 56   | 44   | 36   | 12   | 19   | 36    | 76   | 143   | 173   | 959   |
| Forrás: Western Regional Climate Center |       |       |      |      |      |      |      |      |       |      |       |       |       |

## Népesség
Hillsboro népessége 1880 és 1910 között 402-ről 2016-ra nőtt, így az 1910-es népszámlálási adatok alapján a megye legnépesebb városa lett. 1970-re ez 15 000-re nőtt; a legnépesebb település innentől a szomszédos Beaverton. 1990-re 37 ezer fölé nőtt ez a szám, az ingázókkal ez 110 000-re nőtt. 2010-ben 91 611 lakosával Oregon ötödik legnépesebb városa (Portland, Eugene, Salem és Gresham előzik meg); Beaverton jelenleg a hatodik legnépesebb, nem sokkal lemaradva Hillsboro mögött. Ez a 2000-es 70 186 főhöz képest 30,5%-os növekedés; Hillsboro a 2000-es években a negyedik legnépesebb város, valamint a Willamette-völgy leggyorsabban növekvő népességű települése. 2007-ben 17 726 lakásban élt a saját tulajdonosa; az átlagos lakásár 246 900 dollár. A Bloomberg Businessweek szerint a 10 000 fölötti népességű települések között az 1990-es és 2000-es évek között a város a leggyorsabban növekvő.

### 2010
A 2010-es népszámláláskor a városnak 91 611 lakója, 33 289 háztartása és 22 440 családja volt. A népsűrűség 1500 fő/km2. A lakóegységek száma 35 487, sűrűségük 600 db/km2. A lakosok 73,3%-a fehér, 2%-a afroamerikai, 1%-a indián, 8,6%-a ázsiai, 0,4%-a a Csendes-óceáni szigetekről származik, 10%-a egyéb, 4,7%-a pedig kettő vagy több etnikumú. A spanyol vagy latino származásúak aránya 22,6% (19,1% mexikói, 0,4% Puerto Ricó-i, 0,1% kubai, 3% egyéb spanyol vagy latino származású.)
A háztartások 38%-ában élt 18 évnél fiatalabb. 51% házas, 11% egyedülálló nő, 5% egyedülálló férfi, 33% pedig nem család. 24% egyedül élt; 6%-uk 65 éves vagy idősebb. Egy háztartásban átlagosan 2,71 személy élt; a családok átlagmérete 3,24 fő.
A medián életkor 32 év volt. A város lakóinak 27%-a 18 évesnél fiatalabb, 9% 18 és 24 év közötti, 35%-uk 25 és 44 év közötti, 21%-uk 45 és 64 év közötti, 8%-uk pedig 65 éves vagy idősebb. A lakosok 50,2%-a férfi, 49,8%-a pedig nő.

### 2000
A 2000-es népszámláláskor  a városnak 70 186 lakója, 25 079 háztartása és 17 083 családja volt. A népsűrűség 1117,6 fő/km2. A lakóegységek száma 27 211, sűrűségük 433,3 db/km2. A lakosok 77,5%-a fehér, 1,2%-a afroamerikai, 0,8%-a indián, 6,5%-a ázsiai, 0,3%-a a Csendes-óceáni szigetekről származik, 10,4%-a egyéb-, 3,3%-a pedig kettő vagy több etnikumú. A spanyol vagy latino származásúak aránya 18,9% (15,6% mexikói, 0,3% Puerto Ricó-i, 0,1% kubai, 3% pedig egyéb spanyol/latino származású.)
A háztartások 38%-ában élt 18 évnél fiatalabb. 55% házas, 9% egyedülálló nő; 32% pedig nem család. 23% egyedül élt; 5%-uk 65 éves vagy idősebb. Egy háztartásban átlagosan 2,8 személy élt; a családok átlagmérete 3,3 fő.
A város lakóinak 28%-a 18 évesnél fiatalabb, 11% 18 és 24 év közötti, 37%-uk 25 és 44 év közötti, 17%-uk 45 és 64 év közötti, 6%-uk pedig 65 éves vagy idősebb. A medián életkor 30 év volt. Minden 100 nőre 105,8 férfi jut; a 18 évnél idősebb nőknél ez az arány 158,6.
A háztartások medián bevétele 51 737 amerikai dollár, ez az érték családoknál $57 379. A férfiak medián keresete $41 046, míg a nőké $30 172. A város egy főre jutó bevétele (PCI) $21 680. A családok 18,9%-a, a teljes népesség 9,2%-a élt létminimum alatt; a 18 év alattiaknál ez a szám 10,9%, a 65 évnél idősebbeknél pedig 7,2%.

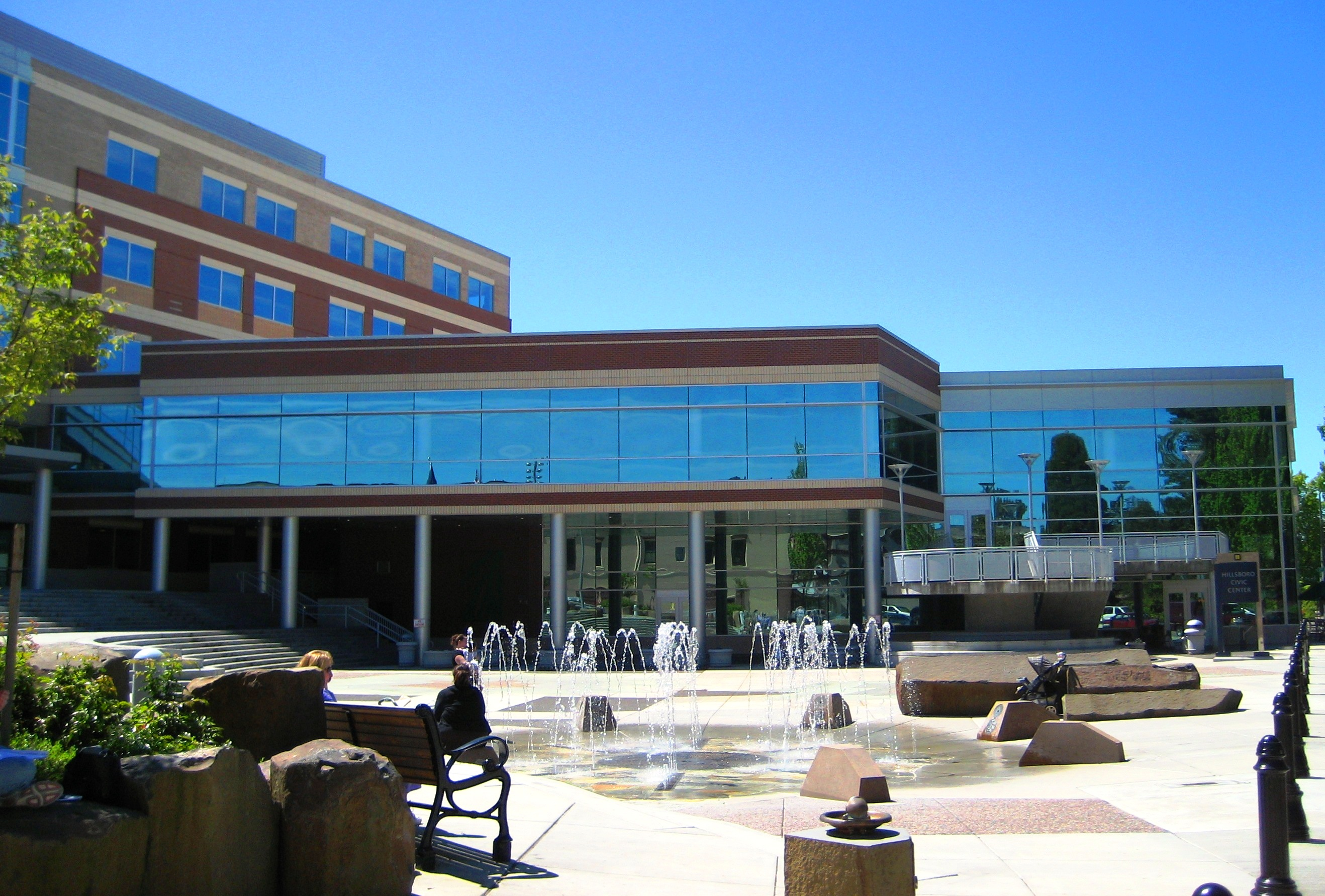
A közösségi központ és a városháza épülete

2005-ben a 25 évnél idősebbek 28%-ának volt legalább BSc végzettsége, míg 11%-nak MSc is. 15% nem rendelkezett érettségivel, 22% pedig felsőfokú szakképzésben vett részt.

### Bűnözés
2011-ben 180 erőszakos- és 2154 tulajdon elleni bűncselekményt jelentettek a hatóságoknak. Minden 100 ezer emberre 157,2 erőszakos cselekmény jut; a nemzeti átlag 309,3, az állami pedig 287. A tulajdon elleni cselekmények aránya 3203; a nemzeti átlag 3334,5, az állami pedig 4402. Erőszakos cselekmények közül nemi erőszakot, rablást, gyilkosságot, gondatlanságból elkövetett emberölést és súlyos testi sértést jelentettek; a városban történt tulajdon elleni cselekmények közé tartoznak a gyújtogatás, járműlopás, lopás és betörés. Az Oregoni Büntetőjogi Bizottság statisztikái megyei szinten csökkenést mutatnak az 1991–2005 közötti időszakban. Az összes bűntényre kiterjedő ráta 1991-ben 3930 volt, ami 1997-ben 4440 volt, viszont 2005-re 3410-re csökkent.
| Bűntények 2012-ben                                                                            | Bűntények 2012-ben     | Bűntények 2012-ben           | Bűntények 2012-ben           |
| Erőszakos cselekmények                                                                        | Erőszakos cselekmények | Tulajdon elleni cselekmények | Tulajdon elleni cselekmények |
| --------------------------------------------------------------------------------------------- | ---------------------- | ---------------------------- | ---------------------------- |
| Emberölés                                                                                     | 2                      | Betörés                      | 323                          |
| Rablás                                                                                        | 52                     | Lopás                        | 1716                         |
| Súlyos testi sértés                                                                           | 92                     | Járműlopás                   | 115                          |
| Súlyos testi sértés                                                                           | 92                     | Gyújtogatás                  | 6                            |
| Összesen                                                                                      |                        |                              |                              |
| 180                                                                                           | 180                    | 2154                         | 2154                         |
| Megjegyzések: 100 000 emberre kivetített statisztika 2012-es becsült népesség: 94 119 Forrás: |                        |                              |                              |

## Gazdaság
Hillsboro legnagyobb ágazata a gyáripar, amely a lakosság 24%-át foglalkoztatja. Ezt követik az egészségügy, az oktatás és a szociális szolgáltatások, melyek összesen 15%-ot tesznek ki. Helyben gyártó cég például az 1929 óta fennálló Beaverton Foods családi fűszergyártó vállalkozás, mely több mint 70 embert foglalkoztat, valamint 25 millió dollár bevétele van. Telephelyét 2001-ben helyezte át ide. A kiskereskedelemben 12% dolgozik, az építőiparban 7%, 13% pedig irodai, tudományos, szakmai vagy hulladékgazdálkodási munkát végez. A dolgozók 68%-a egyéni, 8%-a pedig közösségi közlekedéssel utazik munkahelyére; az átlagos ingázási idő 24 perc.
Számos nagyobb techcégnek is itt van a székhelye, ezek alkotják a Szilícium-erdőt. Az Intel legnagyobb telephelye a városban található, három nagyobb (Ronler Acres, Jones Farm és Hawthorn Farm) és több kisebb helyen, összesen 16 000 dolgozóval. Itt van még a Yahoo!, a Credence Systems, a Synopsys, az Epson és a Salesforce, valamint az Oracle Corporation (korábbi Sun Microsystems) székhelye is. Ezeken felül még más cégek (Qorvo (korábban TriQuint Semiconductor), RadiSys és Planar Systems) székhelye is megtalálható itt.
2006-ban a Genentech bejelentette, hogy egy 400 m² alapterületű csomagolóüzemet kíván nyitni. A 400 millió dollár értékű beruházás végül 2010-ben készült el; a helyi politikusok ezzel együtt azt remélték, hogy fellendíti a biotechnológiát a városban. Egyéb, biotechnológiával vagy egészségüggyel foglalkozó vállalkozások még a FEI Company és az Acumed.
A település három száloptikai kábelrendszer végpontja: C2C, Southern Cross Cable, és VSNL Transpacific. Ezeknek, valamint a csökkenő energiaáraknak és adókedvezményeknek köszönhetően 2010-ben adatközpontok kezdtek létesülni. Ezeket többek között az Adobe Systems, a NetApp, az Umpqua Bank, az egészségügyi tudományegyetem és a Fortune Data Centers használják.

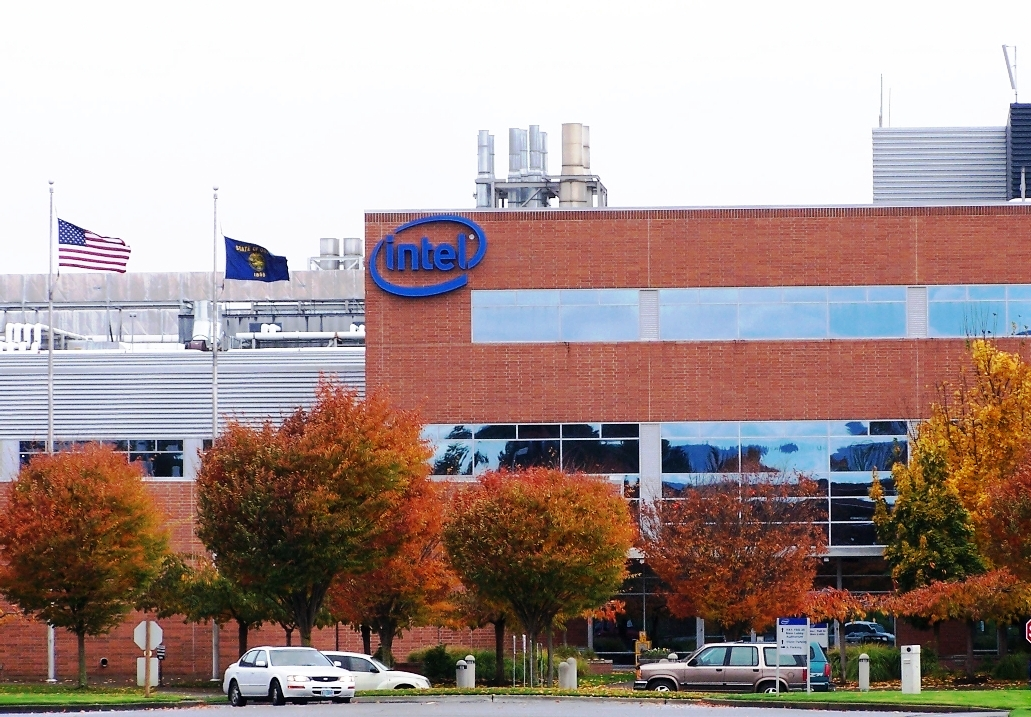
Az Intel Ronler Acres kampusza

Itt található több vállalat székhelye is: Rodgers Instruments, Soloflex, Norm Thompson Outfitters, SureID, és Parr Lumber; valamint korábban a városban volt a Fujitsué és a NEC-é is. Ezeken kívül Hillsboróban van a Laika stop-motion animációs filmeket gyártó stúdió is; két, Oscar-díjra jelölt alkotást is forgattak: az egyik a 2009-es Coraline, a másik pedig a 2012-es ParaNorman.
A Hatfield Government Center a Metropolitan Area Express gyorsvillamos nyugati végállomása. A villamosnak köszönhetően felgyorsult a gyalogos-központú Orenco Station kerület fejlesztése. A kerület 1999-ben elnyerte a National Association of Home Builders „legjobb tervezett közösség” díját is. 2006-ban a Sunset magazin a legjobb külvárosnak választotta. Hillsboro maga szerepelt a CNN Money Magazine 2010-es listáján ahol az 50 000 és 300 000 fő közötti városokat rangsorolták életszínvonal szerint. A település a 92. helyet érte el, ez a legjobb, amit oregoni város elért.

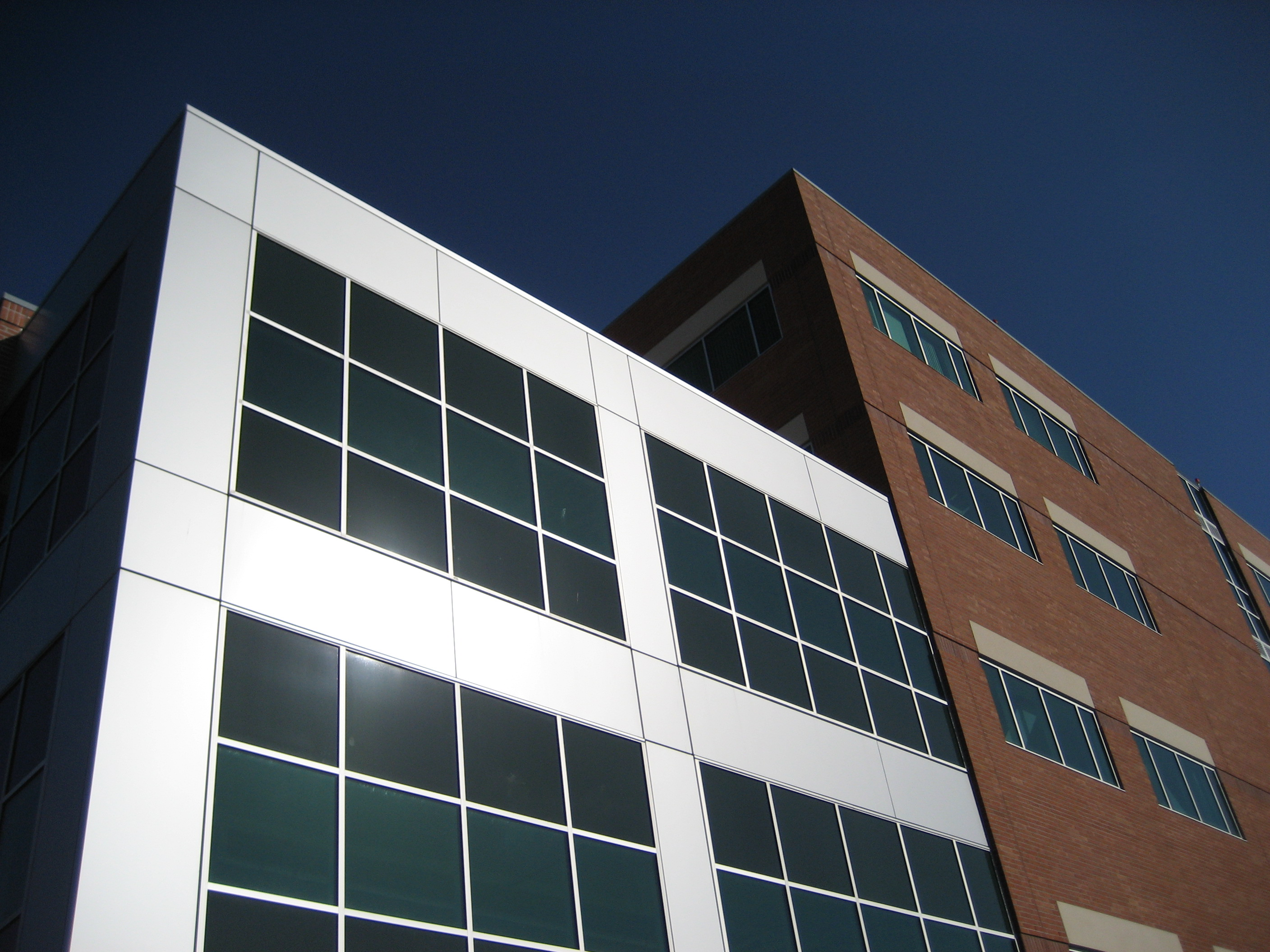
A Tuality Healthcare egyik belvárosi épülete

A kiskereskedelem főleg a Tualatin-völgyi autópálya és a Cornell Road köré öszpontosul. A város keleti szélén fekvő Tanasbourne kerületben épült fel 55 millió dollárért 2004-ben a 34 200 m² alapterületű The Streets of Tanasbourne. A legnagyobb bérlő a Meier & Frank (később Macy's) volt.
Másik nagy bevásárlóközpont a Tualatin-völgyi autópálya mentén elhelyezkedő The Sunset Esplanade. 2005 novemberében nyitotta meg Hillsboróban a Costco raktáráruház legnagyobb üzletét. Az üzlet 19 000 m²-es alapterületével körülbelül 5600 m²-rel nagyobb, mint a lánc többi boltja.
Több borászat is található a városban: az 1970-ben alapított Oak Knoll Winery Washington megye legrégebbije; északon helyezkedik el az 1980-tól működő Helvetia Winery & Vineyards; délen pedig a Gypsy Dancer Estates Winery és a Raptor Ridge. A helyi szőlőfajták a pinot noir, a szürkebarát és a chardonnay.

### Legnagyobb foglalkoztatók
A 2015 novemberi adatok alapján a fő foglalkoztatók:
| Foglalkoztató            | Alkalmazottak száma |
| ------------------------ | ------------------- |
| Intel                    | 17 500              |
| Hillsborói Iskolakerület | 2205                |
| Nike, Inc.               | 1811                |
| Washington megye         | 1715                |
| Wells Fargo              | 1681                |
| Tuality HealthCare       | 1400                |
| Qorvo                    | 1085                |
| Solarworld               | 750                 |
| Hillsborói Önkormányzat  | 705                 |
| FEI Company              | 450                 |

## Városvezetés

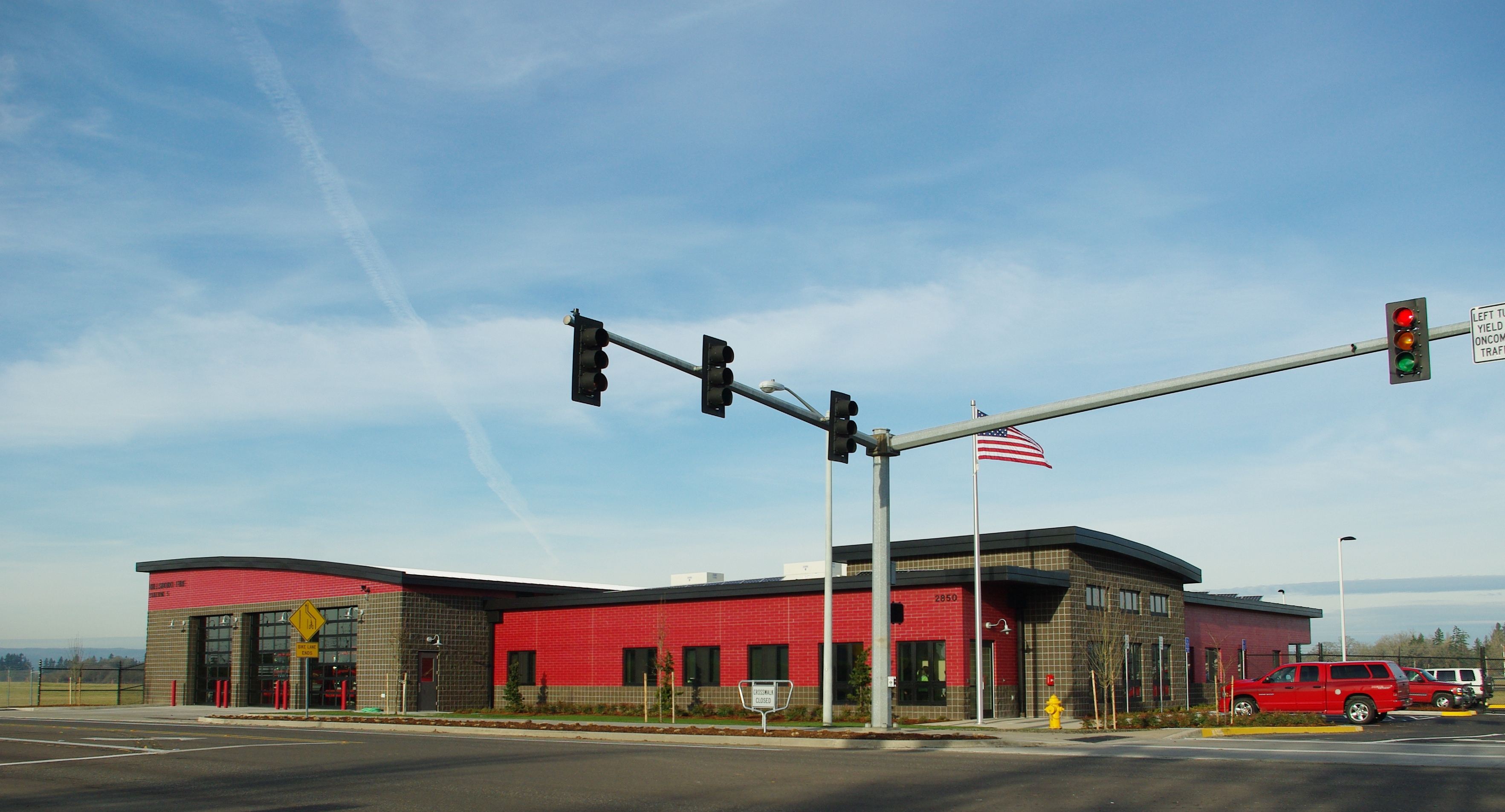
A tűzoltóság Jones Farm állomása

Hillsboro a városkezelési feladatok ellátására egy menedzsert alkalmaz. A választók a polgármestert és a hat egyéni képviselőjelöltet négy-négy évre választják meg; mindegyikük maximum két ciklusban lehet hivatalban. A megválasztott önkormányzat nevezi ki a gazdasági ügyekért felelős városmenedzsert; a rendeleteket továbbra is ők hozzák meg. A polgármesteri hivatal székhelye a Hillsboro Civic Center, itt zajlik a havi kétszer megtartott közmeghallgatás is. 2015 novemberében a város polgármestere Jerry Willey; képviselői Darell Lumaco, Rick Van Beveren, Kyle Allen, Olga Acuña, Steve Callaway és Fred Nachtigal; a menedzser Michael Brown.
A településnek saját könyvtára, tűzoltósága, rendőrsége, vízellátása és parkfenntartó szervezete van. A tűzoltóságnak öt állomása, a rendőrségnek pedig kettő fix- és egy mobil kirendeltsége van. A szennyvízhálózat megyei működtetője a Clean Water Services.
Szövetségi szinten a város Oregon első kongresszusi kerületében fekszik, képviselője Suzanne Bonamici. Az állami szenátus szintjén több kerület is lefedi: a 12. kerület képviselője Brian Boquist, a 13-é Larry George, a 15-é pedig Bruce Starr. Az Oregoni Képviselőház 24. (Jim Weidner), 26. (John Davis), 29. (Ben Unger) és 30. (Joe Gallegos) kerületei fedik le Hillsborót. Ezen felül a várost képviselik még az 1. (Dick Schouten), 2. (Desari Strader) és 4. (Andy Duyck) kerületek megyei biztosai, valamint a település területe belenyúlik a portlandi agglomeráció 4. kerületébe (képviselője Kathryn Harrington) is.

## Kultúra

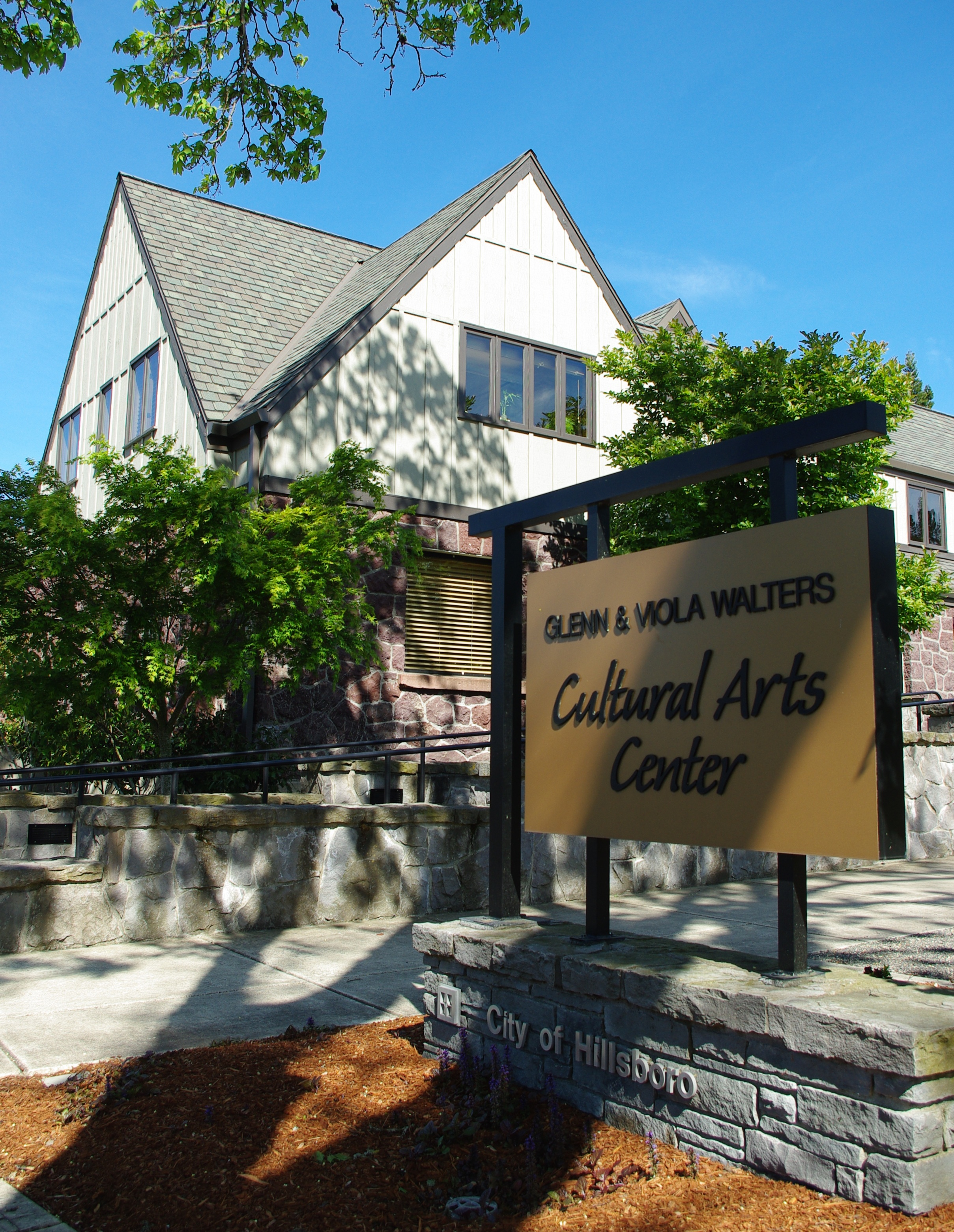
Glenn & Viola Walters Cultural Arts Center

Hillsboróban 3 mozi van, összesen 30 vászonnal. Ide tartozik a 2008-ban a korábbi Town Theater helyén újranyílt Venetian Theatre. Szintén a településen található a 60 tagú Oregon Chorale, egy férfiakból álló fodrászkórus, a Hillsboro Symphony Orchestra és a Hillsboro Artists' Regional Theatre. A Hillsboro Symphony Orchestra 2001-ben alakult Stefan Minde vezetésével. 2004-ben nyílt meg a Glenn & Viola Walters Cultural Arts Center egy belvárosi, átalakított templomban. A központban kiállításokat és koncerteket, valamint művészeti kurzusokat tartanak. Az északi határon található a Rice Northwest Museum of Rocks and Minerals. A Washington County Museum 2012-ben költözött vissza a városba: az önkormányzat épületében nyílt újra.
A városnak két könyvtára van. A központi, 3500 m²-es telephely a város közép-északi részén található; az épületet 2007-ben nyitották meg, miután a korábbi, kisebb helyet bezárták. A korábbi, kisebb telephely a délnyugati részen, a Shute Parkban található. A helyi könyvtárak a Washington megyei Könyvtárak Kooperatív Szolgáltató Szervezetének tagjai, mely lehetővé teszi, hogy a lakosok bármely megyei könyvtárat használhassák.

## Média
Rádió
A város rádióadója az 5000 wattal sugárzó KUIK 1360 AM.
Újságok
A helyi újságok a Hillsboro Argus és Hillsboro Tribune hetilapok (előbbi 2015-ig heti kétszer jelent meg). Az Argust 1873-ban alapították és szerdánként jelenik meg; a Tribune pedig 2012 augusztusában jelent meg először.
A Hillsborót kiszolgáló média: a The Oregonian és Willamette Week lapok, valamint a környéken sugárzó rádiók.

## Pihenés

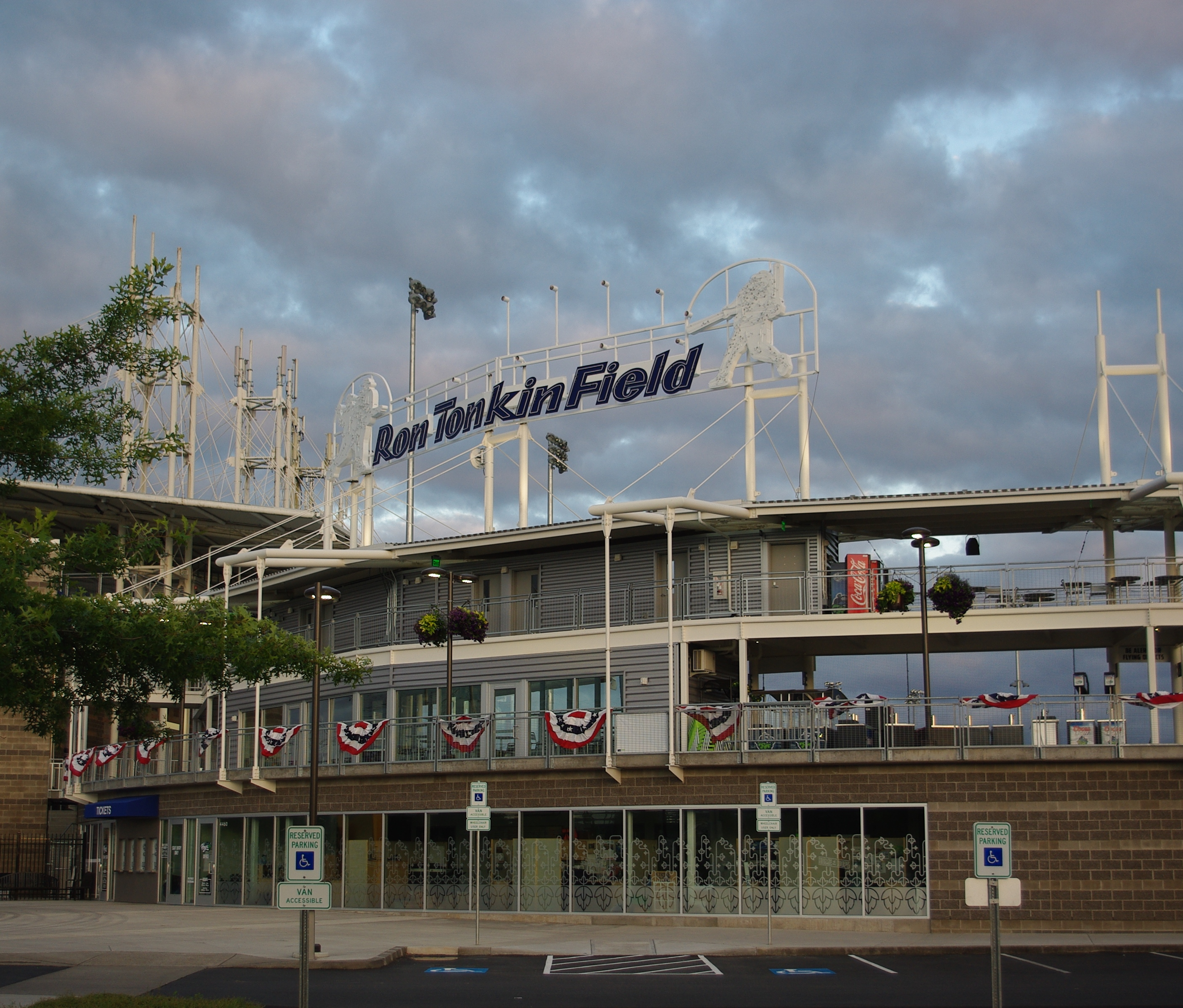
A Ron Tonkin Sportpálya

A Department of Parks and Recreation 23 parkot, két sportkomplexumot  (ilyen a Hillsboro Stadium), 10 történelmi helyet, a Walters Cultural Arts Centert, az Shute Park Aquatic & Recreation Center és három másik, többcélú létesítményt üzemeltet. A város tulajdona még a déli részen, a Tualatin-folyó mellett lévő Jackson Bottom Wetlands Preserve. A várostól délre található a Bald Peak State Scenic Viewpoint, amely a Hillsboróhoz legközelebb lévő, csak nappal látogatható hely. A legközelebbi éjjelnappali park az L.L. "Stub" Stewart Memorial State Park.
Több golfpálya is található a településen: az 1997-ben nyílt, 36 lyukas The Reserve Vineyards and Golf Club; az 1961-ben alapított, 27 lyukas Meriwether National Golf Course; valamint az 1995-ben épült 9 lyukas McKay Creek Golf Course. A városon kívül, a közelben található golfpályák: Killarney West Golf Club (9 lyuk), Rock Creek Country Club és  Forest Hills Country Club (18 lyuk), valamint Pumpkin Ridge Golf Club (36 lyuk).
A függetlenség napi rendezvény a második legnagyobb Oregonban. Nyaranta rendezik meg a reptéren az állam legnagyobb légi bemutatóját, az Oregon International Air Show-t. A Shute Parkban minden nyáron ingyenes koncertsorozatot (Showtime at Shute) szerveznek. A megyei vásárt a reptér melletti vásártéren tartják.
A termelői piac májustól októberig működik, szombaton a belvárosban, vasárnap pedig Orenco Stationben. A szombati piacot 1982-ben szervezték meg először, és helyi műalkotásokat, ételeket, terményeket és növényeket árulnak. Június közepétől szeptemberig működik a belvárosban egy másik szerveződés, a keddi piac. Az előbbi júniustól augusztusig szerdánként a Kaiser Permanente rendelő, kedd délutánonként pedig a Tuality kórház előtt működik.
A városnak egy sportcsapata van, a Minor League Baseball Northwest Leauge-jének Hillsboro Hops baseballcsapata, mely egyben az Arizona Diamondbacks utánpótlás-keretéül is szolgál. A Hillsboro Hops 2012-ben költözött át a Washington-beli Yakimából, és 2013. június 4. óta viselik ezt a nevet. Első játékuk az új Ron Tonkin Sportpályán volt 17-én.

## Infrastruktúra

### Oktatás

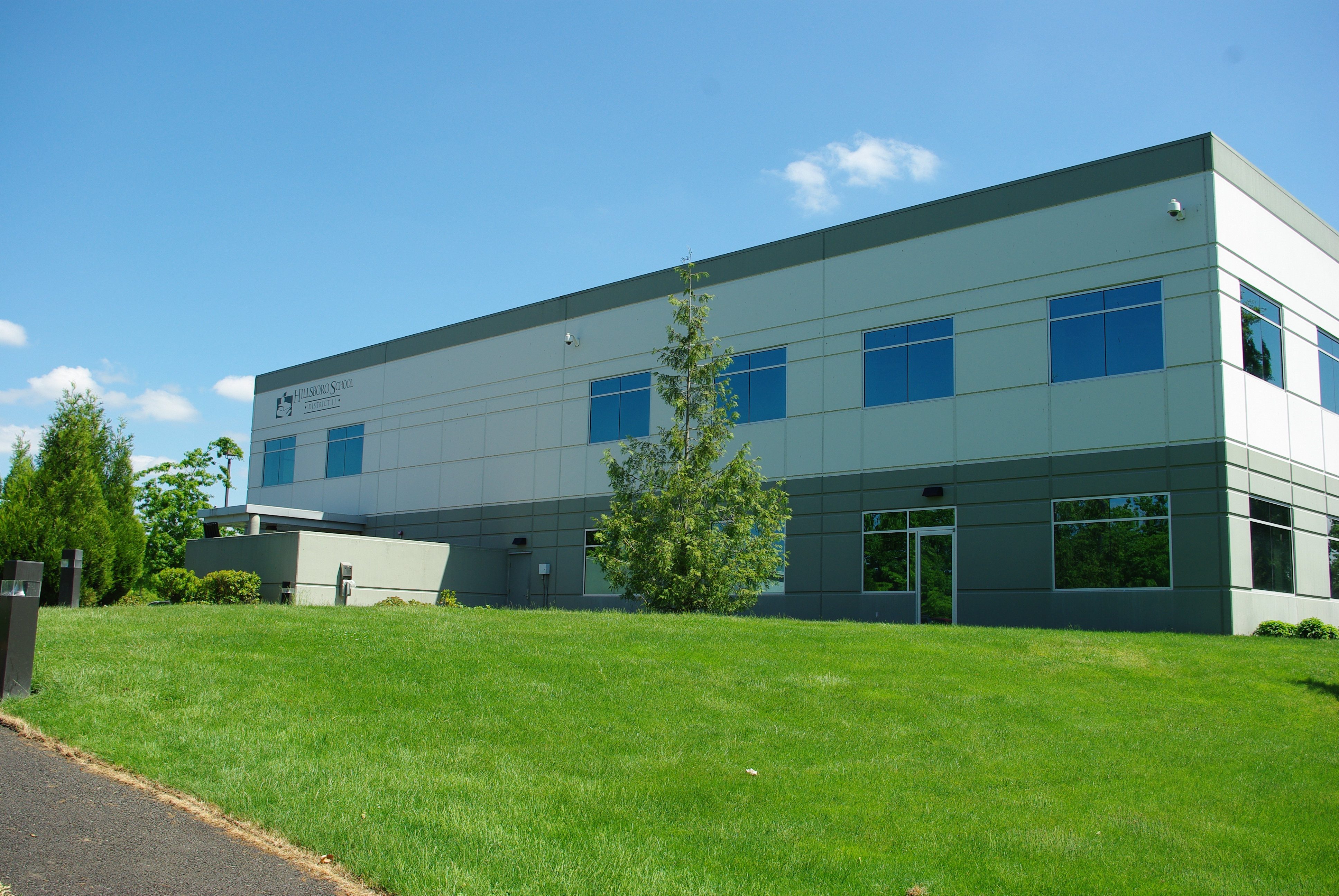
A Hillsborói Iskolakerület székháza

A település iskoláit a Hillsborói Iskolakerület működteti. Az egyesített szervezetnek 23 általános- és 4 középiskolája, valamint 4 gimnáziuma van. A kerület alá tartozik még az alternatív oktatást nyújtó Miller Education Center, a Hare Field tornacsarnok és a City View Charter School. Az iskolakerület Hillsborón kívül Schollst, Reedville-t, North Plainst, West Uniont és a többi környékbeli közösséget fedi le. 2012-ben összesen 20 903 diákja volt, ezzel az állam negyedik legnagyobbjika.
A négy gimnázium:
| Iskola                | Építés éve | Diákok száma (2014–15-ös tanév) | Tornacsapat  |
| --------------------- | ---------- | ------------------------------- | ------------ |
| Hillsboro High School | 1969       | 1322                            | Spartans     |
| Glencoe High School   | 1980       | 1579                            | Crimson Tide |
| Century High School   | 1997       | 1595                            | Jaguars      |
| Liberty High School   | 2003       | 1469                            | Falcons      |

Több felsőfokú intézmény is található a városban: két egyetem, az Oregoni Egészségügyi Tudományegyetem és a Csendes-óceáni Egyetem működik itt. Az előbbi a korábbi Oregoni Érettségizettek Intézetének (később OGI School of Science and Engineering) és az Oregoni Állami Főemlőskutató Központ területén fekszik. A településen található még a portlandi főiskola egészségtudományi kampusza, valamint a Phoenixi Egyetemnek is vannak itt épületei.
A városban számos magániskola is található: Faith Bible High School, St. Matthew Catholic School, Tualatin Valley Academy, és Renaissance Alternative School.

### Egészségügy
A város fekvőbeteg-ellátását a belvárosban található, 1918-ban nyílt 167 ágyas intézmény, a Tuality Közösségi Kórház biztosítja, melynek tulajdonosa a Tuality Healthcare. Nagyobb egészségügyi létesítmények még a Kaiser Permanente Sunset Orvosi Rendelője és a Providence Health & Services sürgősségi ellátóhelye; mindkettő Tanasbourne kerületben működik. A Kaiser Permanente 2013-ban nyitotta meg 126 ágyas kórházát (Kaiser Westside Medical Center) közvetlen a rendelője mellett. Szintén Tanasbourne-ban nyitotta meg rendelőjét 2008-ban a Veteránügyi Minisztérium.

### Közlekedés

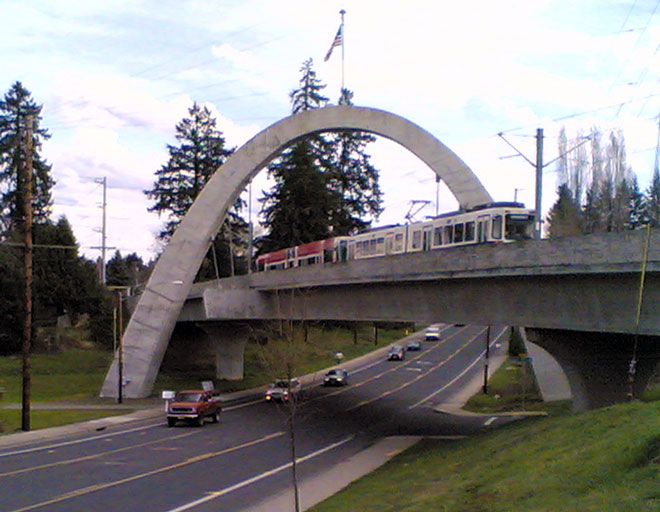
A főutca fölött haladó gyorsvillamos

A helyi buszokat és a gyorsvillamost a Trimet üzemelteti. A Metropolitan Area Express kék vonalát 1998. szeptember 12-én hosszabbították meg Hillsboróig; a nyugati végállomás a belvárosban található. A főbb közlekedési gócpontok a Willow Creek és Hillsboro pályaudvarok, a villamosnak ezen kívül 7 megállója van a városban; ezek nyugat-keleti irányban a következők: Hatfield Government Center, Hillsboro Central Transit Center, Tuality Hospital, Washington/Southeast 12th Avenue, Fair Complex / Hillsboro Airport, Hawthorn Farm, Orenco, Quatama, és Willow Creek Transit Center. 2010-ben nyílt meg a Tuality Közösségi Kórház melletti Hillsboro Intermodal Transit Facility, mely a város, a kórház és a Csendes-óceáni Egyetem együttműködésével épült. A parkolóházban biciklitárolók és elektromos töltőállomások is találhatók.
Vasúton Hillsborót két cég, a BNSF Railway vonalaival összeköttetésben lévő Portland and Western Railroad és a Union Pacific Railroad szolgálja ki. Mindkét cég kizárólag teherszállítást végez, a város felé nagyvasúti személyvonatok nem közlekednek. Két repülőtér található a városban, a Hillsborói repülőtér és a település déli részén elhelyezkedő Stark's Twin Oaks kifutópálya. Előbbit a portlandi kikötő üzemelteti; a Portlandi nemzetközi repülőtér után az állam második legforgalmasabbja. A reptérnek két kifutópályája van; elsősorban magángépeket szolgál ki, de vámügyeletet is fenntart.
A fő kelet-nyugati útvonal a Tualatin-völgyi autópálya néven is ismert 8-as út. A Sunset autópálya néven is ismert 26-os út északkeleten keresztezi a várost. Főbb kelet-nyugati utak még a Cornell Road és a Main Street / Baseline Road. Főbb észak-déli irányú útvonalak a 219-es út / 1. sugárút, 10. sugárút, Cornelius Pass Road és a Brookwood. A legkeletibb észak-déli irányú út a 185. sugárút, amely Beaverton határában fut, és a Tanasbourne Town Centert köti össze a település többi részével.

## Híres személyek

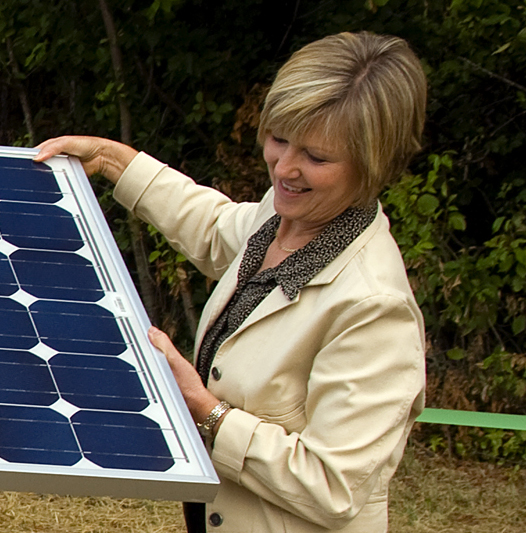
Peggy Y. Fowler

Számos nevezetes személy származik a városból; a legnevezetesebbek:
- Ad Rutschman – atléta
- Benjamin P. Cornelius – korábbi polgármester
- Bryce Zabel – producer
- Colt Lyeria – atléta
- David Hill – a város alapítója
- Erik Ainge – atléta
- James Withycombe – kormányzó
- Jean Saubert – olimpikon
- Josh Inman – olimpikon
- Mary Ramsey Wood – telepes
- Paul L. Patterson – kormányzó[144]
- Peggy Y. Fowler – az áramszolgáltató korábbi igazgatója
- Roddy Piper – birkózó[145]
- Samuel Thurston – képviselő
- Scott Brosius – atléta
- Thomas Garrigus – olimpikon
- Thomas H. Tongue – képviselő
- Tiffeny Milbrett – atléta[146]
- Tommy Overstreet – énekes
- Wally Backman – atléta
- Wes Schulmerich – atléta
- William D. Hare – korábbi polgármester[43]
- William N. Barrett – korábbi polgármester

## Testvérváros
- Fukuroi, Japán[147] – Hillsboro 1988 novembere óta tart fenn kapcsolatot a 85 000 lakosú, Sizouka prefektúrában található várossal, elsősorban hasonló gazdaságuk miatt;[148] a települések cserediák programot is indítottak.[149] A 2000-es években egy mexikói várossal próbáltak testvérvárosi kapcsolatot létesíteni, de nem sikerült,[150] illetve Fukuroit is elhanyagolták;[151] ennek ellenére 2008-ban a kapcsolat fennállásának 20. évfordulójára több fukuroi is ide érkezett.[152]

## Fordítás
Ez a szócikk részben vagy egészben  a   Hillsboro, Oregon című angol Wikipédia-szócikk ezen változatának fordításán alapul.  Az eredeti cikk szerkesztőit annak laptörténete sorolja fel. Ez a jelzés csupán a megfogalmazás eredetét és a szerzői jogokat jelzi, nem szolgál a cikkben szereplő információk forrásmegjelöléseként.